# Radicalismo

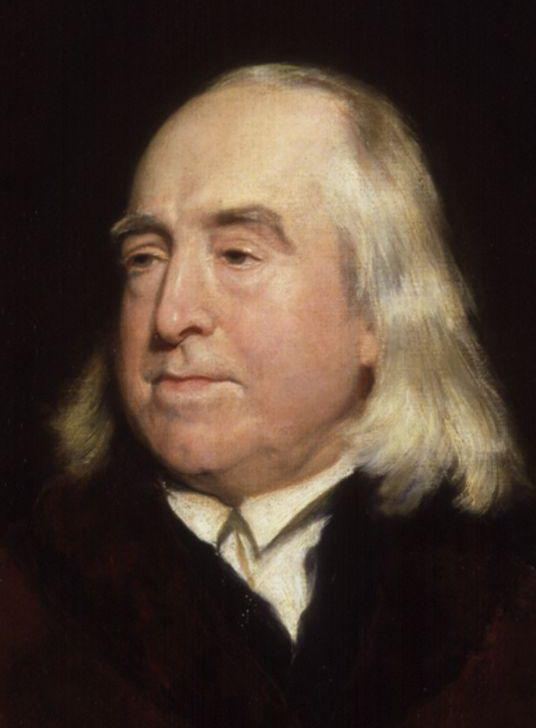
Jeremy Bentham, principal ideólogo radical de Inglaterra

El radicalismo es una corriente política surgida en la segunda mitad del siglo XIX, a partir de la creación de partidos radicales en varias partes del mundo. Aun sin ser homogéneo y habiendo seguido evoluciones diferentes en cada país, el radicalismo histórico se caracteriza por su postura intransigente respecto de una serie de principios humanistas, racionalistas, laicos y republicanos, y una visión más avanzada de la sociedad desde una perspectiva liberal progresista con especial acento en los derechos civiles y en los derechos políticos.
El radicalismo, en sentido amplio, es todo conjunto de ideas y doctrinas de quienes, en ciertos momentos de la vida social, pretenden reformar profundamente el orden político, científico, moral e incluso religioso. Radicalismo proviene del latín radix, que significa “raíz”, empleado como equivalente a “principio”, “fundamento”, “causa” o “razón primera” de las cosas. En este sentido amplio, el radicalismo está emparentado con el fundamentalismo.

## Radicalismo y liberalismo
Las dos filosofías de la Ilustración: el liberalismo y el radicalismo, compartían el objetivo de liberar a la humanidad del tradicionalismo. Sin embargo, los liberales consideraban suficiente establecer derechos individuales que protegieran al individuo, mientras que los radicales buscaban reformas institucionales, sociales/económicas y especialmente culturales/educativas para permitir que todos los ciudadanos pusieran en práctica esos derechos. Por eso, el radicalismo fue más allá de la reivindicación de la libertad buscando también la igualdad, es decir, la universalidad como en Liberté, Égalité, Fraternité.
En muchos países, el radicalismo representó un ala menor dentro de la familia política liberal, como en el caso de los Radical Whigs en la Inglaterra. En ocasiones, el ala radical de los liberales era de línea dura o doctrinaria y en otros casos más moderada y pragmática. En otros países, el radicalismo había tenido suficiente apoyo electoral por sí solo, o un sistema electoral favorable o socios de coalición, para mantener distintos partidos radicales como en Suiza y Alemania (Freisinn), Bulgaria, Dinamarca, Italia, España y los Países Bajos pero también Argentina (Unión Cívica Radical), Chile y Paraguay.
La Gran Bretaña de la era victoriana poseía ambas tendencias: en Inglaterra, los radicales eran simplemente el ala izquierda de la coalición liberal, aunque a menudo se rebelaban cuando los Whigs socialmente conservadores resistían a las reformas democráticas, mientras que en Irlanda los radicales (Society of United Irishmen) perdían la fe en la capacidad del gradualismo parlamentario para generar políticas igualitarias y la reforma democrática y, rompiendo con el cuerpo principal de los liberales, persiguió una república parlamentaria democrática radical a través del separatismo y la insurrección.
Esto no significa que todos los partidos radicales estuvieran formados por liberales de izquierda. En la literatura política francesa, es normal hacer una clara separación entre el Radicalismo como una fuerza política distinta ubicada a la izquierda del Liberalismo y a la derecha del Socialismo. Con el tiempo, a medida que se formaban nuevos partidos de izquierda para abordar los nuevos problemas sociales, el ala derecha de los radicales se escindía en desacuerdo con la familia radical principal y se absorbía como el ala izquierda de la familia liberal.
La distinción entre radicales y liberales quedó clara en los dos intentos de mediados del siglo XX de crear una internacional para los partidos democráticos de centro. En 1923-4, los radicales franceses crearon una Entente Internationale des Partis Radicaux et des Partis Démocratiques similaires: se unieron a ella los partidos radicales de centro-izquierda de Europa, y en las democracias donde no existía equivalente (Gran Bretaña y Bélgica), el partido liberal se le permitió asistir en su lugar.
Después de la Segunda Guerra Mundial, la Internacional Radical no se reformó; en cambio, se estableció una Internacional Liberal de centroderecha, más cercana al liberalismo conservador de los partidos liberales británico y belga.
Esto marcó el final del radicalismo como fuerza política independiente en Europa, aunque algunos países como Francia y Suiza mantuvieron partidos radicales políticamente importantes hasta bien entrada la década de 1950 y 1960. Muchos partidos europeos que hoy en día se clasifican en el grupo de los partidos social-liberales tienen una afinidad histórica con el radicalismo y, por lo tanto, pueden denominarse "liberales-radicales".

## Historia (resumen)
El radicalismo o radicalismo clásico fue un movimiento político histórico que representó el flanco izquierdo del liberalismo durante finales del siglo XVIII y principios del XIX y un precursor del social liberalismo, de la socialdemocracia y del progresismo moderno. Sus inicios más tempranos se encuentran en Gran Bretaña con los Levellers (niveladores) (1647-1649) durante la Guerra Civil Inglesa y los posteriores Radical Whigs (1688-1750).
Durante el siglo XIX en el Reino Unido, Europa continental y América Latina, el término radical llegó a denotar una ideología liberal progresista inspirada en la Revolución Francesa. Históricamente, el radicalismo surgió en forma temprana con la Revolución Francesa y los movimientos similares que inspiró en otros países.
Se hizo prominente durante la década de 1830 en el Reino Unido con los cartistas y Bélgica con la Revolución de 1830, luego en toda Europa en las décadas de 1840 y 1850 durante las revoluciones de 1848.
En contraste con el conservadurismo social de la mayoría de los políticos liberales, el radicalismo apoyó una reforma radical del sistema electoral para ampliar el derecho a votar. También se asoció con el republicanismo, el liberalismo, la política de izquierda, el modernismo, el humanismo secular, el antimilitarismo, el nacionalismo cívico, la abolición de los títulos, el racionalismo, el laicismo, la redistribución de la propiedad y la libertad de prensa.
En la Francia del siglo XIX, el radicalismo había surgido como una fuerza política menor en la década de 1840 como la extrema izquierda del momento (en contraste con el liberalismo socialmente conservador de los republicanos moderados y los monárquicos orleanistas y el antiparlamentarismo de los monárquicos legitimistas y bonapartistas).
Para la década de 1890, los radicales franceses no estaban organizados bajo una única estructura nacional, sino que se habían convertido en una fuerza política importante en el parlamento. En 1901, consolidaron sus esfuerzos al formar el primer gran partido político extraparlamentario del país, el Partido Republicano, Radical y Radical-Socialista, que se convirtió en el partido de gobierno más importante durante la segunda mitad (1899 a 1940) de la Tercera República francesa.
El éxito de los radicales franceses animó a los radicales de otros lugares a organizarse en partidos formales en una variedad de otros países a fines del siglo XIX y principios del XX, y los radicales ocuparon cargos políticos importantes en Bulgaria, Dinamarca, Alemania, Grecia, Irlanda, Italia, Países Bajos, Portugal, Rumanía, Rusia, España, Suecia y Suiza.
Durante el período de entreguerras, los partidos radicales europeos organizaron la Entente Radical, su propia organización internacional política.
Antes de que el social liberalismo y el socialismo surgieran como ideologías políticas dominantes, el radicalismo ocupaba una posición política de izquierda similar a la de los socialdemócratas o socialistas en la política moderna. A medida que la socialdemocracia surgió como una fuerza política distinta por derecho propio, el movimiento radical se dividió entre alinearse con el movimiento liberal conservador de centro-derecha o unirse a los socialdemócratas.
En muchos países europeos, los partidos radicales se dividieron (como en Dinamarca, donde Venstre emprendió un cambio de marca conservador-liberal, mientras que Radikale Venstre mantuvo la tradición radical como parte de una coalición reformista con los socialdemócratas), adoptaron una nueva orientación o se disolvieron.
Después de la Segunda Guerra Mundial, los radicales europeos se extinguieron en gran medida como una fuerza política importante, excepto en Italia, Escandinavia y su corazón francés. Sin embargo, América Latina, donde la socialdemocracia nunca echó raíces como en Europa, conserva una tradición radical autóctona distinta.

## El radicalismo como movimiento y fenómeno político
El radicalismo surge originalmente del liberalismo y los Movimientos liberales del siglo XVIII y XIX y fue durante mucho tiempo la orientación política de la izquierda liberal. Los demócratas radicales abogaron por el sufragio universal, una sistemática pérdida de poder de la Iglesia y la República parlamentaria como forma de gobierno. 
En su origen histórico, el concepto se refiere a la actitud política de aquellos partidos que para la solución de los problemas políticos y sociales de su tiempo proponían reformas de fondo, aplicando hasta sus últimas consecuencias principios de inspiración jacobina, humanista, agnóstica y democrática: educación laica para todos, separación de la Iglesia y el Estado, reforma social, etc. En su evolución posterior, sus ímpetus reformistas se amortiguaron y el Radicalismo apoya en general posiciones de centro, con fuerte hincapié en la ética cívica, la democracia política, un planteo económico moderadamente estatista y cierto asistencialismo social. Actualmente, los partidos Radicales asumen posturas relacionadas al social liberalismo, la socialdemocracia y el progresismo.
Las palabras radical y radicalismo se usaron con alguna frecuencia en Europa desde fines del siglo XVIII y en América Latina durante el siglo XIX y la primera mitad del siglo XX para dar nombre a varios partidos políticos que se caracterizaron principalmente por el desarrollo de la teoría de los derechos civiles y políticos, y de la soberanía popular que sirvió de base a las formulaciones socialistas de las próximas décadas.

### En Gran Bretaña

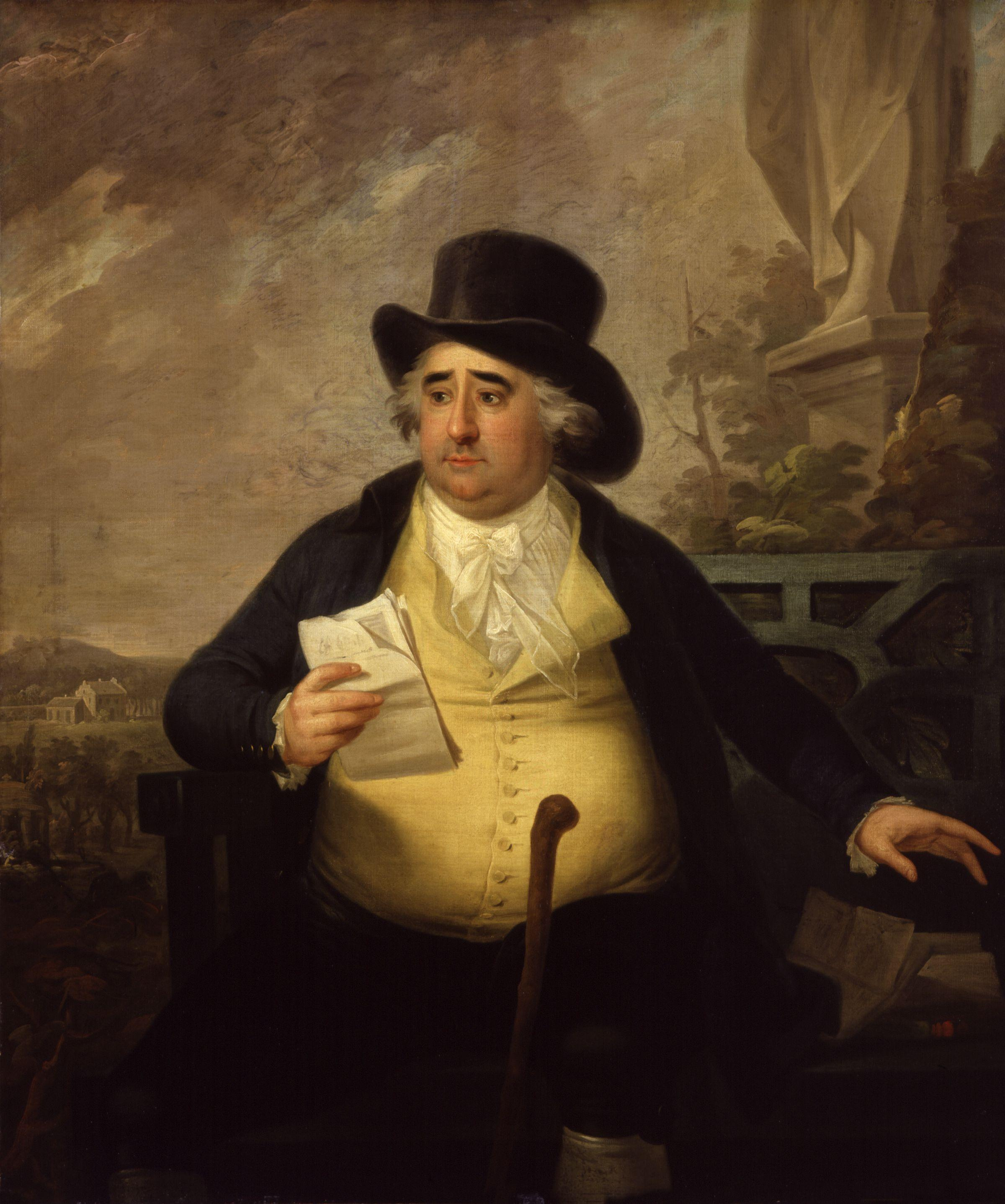
Charles James Fox fue un relevante político radical británico, conocido por su campaña antiesclavista, y por apoyar la independencia de los Estados Unidos, así como a la Revolución Francesa.

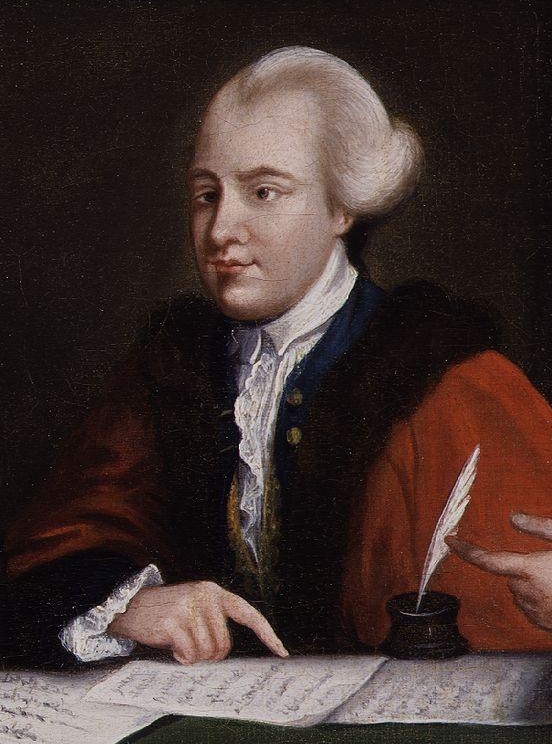
John Wilkes fue un periodista, político radical y parlamentario inglés

#### Principios
Según la Encyclopædia Britannica, el primer uso del término radical en un sentido político generalmente se atribuye al parlamentario inglés Charles James Fox, un líder del ala izquierda del partido Whig que disintió del liberalismo conservador del partido y veía con buenos ojos el reformas radicales emprendidas por los republicanos franceses, como el sufragio universal masculino. En 1797, Fox se pronunció por una "reforma radical" del sistema electoral. Esto condujo a un uso general del término para identificar a todos los que apoyan el movimiento por la reforma parlamentaria.
El movimiento radical tuvo sus inicios en un momento de tensión entre las colonias de América y Gran Bretaña, con los primeros radicales, enojados por el estado de la Cámara de los Comunes, aprovechando la tradición niveladora (Levellers) modo similar exigiendo una mejor representación parlamentaria.
Estos conceptos anteriores de reforma democrática e incluso igualitaria habían surgido con motivo de los disturbios de la Guerra Civil Inglesa y el breve establecimiento del republicano de la República Commonwealth de Inglaterra, pero con la Restauración inglesa de la monarquía tales ideas fueron desacreditadas. Aunque la Revolución Gloriosa de 1688 había aumentado el poder parlamentario con una monarquía constitucional y la unión de los parlamentos de Inglaterra y Escocia, hacia el final del siglo XVIII el monarca todavía tenía una influencia considerable sobre el Parlamento Británico que a su vez fue dominado por la aristocracia inglesa.
Los candidatos a la Cámara de los Comunes se presentaron como Whigs o Tories, pero una vez elegidos formaron coaliciones cambiantes de interés, en lugar de la división a lo largo de las líneas de partido. En las elecciones generales el voto estaba restringido a los propietarios, en los distritos electorales que estaban desactualizados y no reflejaban la creciente importancia de las ciudades manufactureras o los cambios de población, , de modo que en los distritos podridos los escaños podían comprarse o eran controlados por ricos terratenientes mientras las principales ciudades quedaron con poca representación. El descontento con estas desigualdades inspiró a aquellos individuos que más tarde se conocieron como los "whigs radicales".
William Beckford fomentó un temprano interés por la reforma electoral en Londres.
Los "Radicales de Middlesex", dirigidos por John Wilkesque, en 1764, comenzó a publicar el semanario: The North Briton en 1764 y en dos años había sido acusado de difamación sediciosa y expulsado de la Cámara de los Comunes.
En 1769, fundó la Sociedad para la Defensa de la Declaración de Derechos para apoyar su reelección, a través del cual desarrolló la creencia de que todo hombre tenía derecho a votar y una "razón natural" que le permitía juzgar adecuadamente los asuntos políticos. La libertad consistió en elecciones frecuentes y por primera vez los radicales de clase media obtuvieron el respaldo de la "mafia" de Londres.
La Sociedad para la Defensa de la Declaración de Derechos que se inició en 1769 para apoyar su reelección desarrolló la creencia de que cada hombre tenía derecho a voto y la "razón natural" que le permita juzgar adecuadamente las cuestiones políticas.  Por primera vez, los radicales de la clase media obtuvieron el respaldo de la "mafia" de Londres.
Middlesex y Westminster eran de los pocos distritos electorales con un electorado grande y socialmente diverso que incluía a muchos artesanos, así como a la clase media y a la aristocracia, y junto con la asociación del condado de Yorkshire dirigido por el reverendo Christopher Wyvill estaban en la vanguardia de la actividad de la reforma radical. Los escritos de lo que se conoció como los "radicales whigs" tuvieron una alta influencia en la Independencia de los Estados Unidos.
John Cartwright fue un oficial naval inglés que se negó a luchar en la Guerra de Independencia de los Estados Unidos y en 1776 se ganó el título de "Padre de la reforma" cuando publicó su folleto: Take Your Choice! (¡Tome su decisión!) abogando por parlamentos anuales, el voto secreto y el sufragio universal masculino.
En 1780 fue elaborado por Charles James Fox y Thomas Marca Hollis un proyecto de reforma electoral , y presentado por un subcomité de los electores de Westminster. Este incluye las convocatorias de los seis puntos que más tarde fueron adoptados en la Carta del Pueblo.

#### Entre 1789 y 1819
Después de la Revolución Francesa de 1789, Thomas Paine escribió "Los derechos del hombre" (1791) como respuesta al ensayo contrarrevolucionario de Edmund Burke: "Reflexiones sobre la Revolución Francesa" (1790), en sí mismo un ataque al sermón de Richard Price que dio inicio a la tan -llamada "guerra de panfletos" conocida como la Controversia de la Revolución.
Mary Wollstonecraft, otra partidaria de Price, pronto siguió con: "Vindicación de los derechos de la mujer".
Con estas publicaciones, los radicales aumentaron el apoyo popular a la reforma democrática junto con el rechazo de la monarquía, la aristocracia y todas las formas de privilegio. Se desarrollaron diferentes tendencias del movimiento, con "reformadores" de clase media que buscaban ampliar el derecho al voto para representar intereses comerciales e industriales y ciudades sin representación parlamentaria, mientras que los "radicales populares" extraídos de la clase media y de los artesanos se agitaron para hacer valer derechos más amplios.
La base teórica para la reforma electoral fue proporcionada por "radicales filosóficos" que siguieron la filosofía utilitaria de Jeremy Bentham y apoyaron firmemente la reforma parlamentaria, pero en general fueron hostiles a los argumentos y tácticas de los "radicales populares".
En Irlanda, la Society of United Irishmen tomó otro rumbo, añadiendo a la doctrina de una república laica y parlamentaria inspirada en las revoluciones republicana americana y francesa, otra doctrina de la Revolución Francesa: el nacionalismo cívico. Consternados por la incapacidad del parlamentarismo británico para introducir las reformas democráticas de raíz y rama deseadas, los radicales irlandeses canalizaron su movimiento hacia una forma republicana de nacionalismo que proporcionaría igualdad y libertad. Esto se persiguió a través de la revolución armada y, a menudo, con la ayuda de Francia en varias ocasiones a finales del siglo XVIII y XIX (ver: Republicanismo irlandés).
Algunos radicales populares, como Thomas Spence, un maestro de escuela de Newcastle, fue más allá que Paine, y exigió la nacionalización de la tierra para redistribuir la riqueza a través de un artículo publicado en un periódico llamado: Pig's Meat en una referencia a la expresión acuñada por Edmund Burke swinish multitude (multitud porcina).
Surgieron organizaciones radicales, como:
- la London Corresponding Society: formado por artesanos de Londres, en enero de 1792, bajo el liderazgo del zapatero Thomas Hardy;
- Friends of the People: formada en Escocia, que, en octubre de 1793, celebró una convención en Edimburgo con delegados de algunas de las sociedades correspondientes inglesas, dónde emitieron un manifiesto exigiendo el sufragio universal masculino con elecciones anuales y expresando su apoyo a los principios de la Revolución Francesa.

Sin embargo, el número de personas involucradas en estos movimientos era pequeño y la mayoría quería una reforma en lugar de una revolución, pero por primera vez los trabajadores estaban se organizando para el cambio político.
El gobierno reaccionó con dureza, encarcelando a los principales radicales escoceses, suspendiendo temporalmente el habeas corpus en Inglaterra y aprobando el Seditious Meetings Act 1795 (Ley de Reuniones Sediciosas de 1795), lo que significaba que se necesitaba una licencia para cualquier reunión en un lugar público de cincuenta o más personas.
A lo largo de las Guerras Napoleónicas, el gobierno tomó amplias y severas medidas contra los temidos disturbios internos. Las organizaciones radicales terminaron, pero algunos radicales continuaron en secreto, con simpatizantes irlandeses en particular formando sociedades secretas para derrocar al gobierno y alentar motines.
En 1812, John Cartwright formó el primer Hampden Club, que lleva el nombre del líder parlamentario de la Guerra Civil inglesa, John Hampden, con el objetivo de reunir a los moderados de clase media y los radicales de clase baja.
Después de las Guerras Napoleónicas, las Leyes de Cereales (vigentes entre 1815 y 1846) y las malas cosechas fomentaron el descontento. Las publicaciones de William Cobbett fueron influyentes y en las reuniones políticas oradores como Henry Hunt se quejaron de que solo tres hombres de cada cien tenían derecho a voto.
Escritores como los radicales William Hone y Thomas Jonathan Wooler difundieron la disidencia con publicaciones como The Black Dwarf desafiando una serie de actos gubernamentales para frenar la circulación de literatura política.
Los disturbios radicales en 1816 y 1817 fueron seguidos por el Masacre de Peterloo de 1819 publicitado por Richard Carlile, quien luego continuó luchando por la libertad de prensa desde la prisión. Las Seis Leyes de 1819 limitaron el derecho a manifestarse o celebrar reuniones públicas.
En Escocia, la agitación durante tres años culminó en un intento de huelga general y un levantamiento obrero fallido aplastado por las tropas gubernamentales en la Insurrección Escocesa de 1820.
Se aumentaron los poderes de los magistrados para aplastar las manifestaciones de los fabricantes y la acción de los luditas radicales.
Para contrarrestar la doctrina establecida de la Iglesia de Inglaterra de que el orden social aristocrático fue divinamente ordenado, los radicales apoyaron el evolucionismo lamarckiano, un tema proclamado por los agitadores de las esquinas, así como por algunos científicos establecidos como Robert Edmund Grant.

#### Desde 1820
Después de 1821, las condiciones económicas mejoraron y el gobierno del Reino Unido hizo mejoras económicas y de derecho penal, abandonando las políticas de represión.
En 1823, Jeremy Bentham junto con James Mill, fundó la Westminster Review, como una revista para "radicales filosóficos", estableciendo la filosofía utilitaria de que las acciones correctas debían medirse en proporción al mayor bien que lograban para el mayor número.
Durante la década de 1820, dos radicales fueron elegidos al parlamento, por el Distrito de Westminster.
Los Whigs ganaron el poder y, a pesar de las derrotas en la Cámara de los Comunes y la Cámara de los Lores, se aprobó la Ley de Reforma de 1832 con el apoyo de la protesta pública, reuniones masivas de "uniones políticas" y disturbios en algunas ciudades. Esta otorgó derechos a las clases medias, pero no cumplió con todas las demandas radicales.
Los whigs introdujeron medidas de reforma debido en gran parte a las ideas de los radicales filosóficos, aboliendo la esclavitud y en 1834 introduciendo reformas malthusianas de la Poor Law Amendment Act 1834 a las que se opusieron amargamente los "radicales populares" y escritores como Thomas Carlyle.
Después de la Ley de Reforma de 1832, a los whigs, principalmente los aristocráticos de la Cámara de los Comunes, se les unió un pequeño número de radicales parlamentarios, así como un mayor número de whigs de clase media. En 1839, se les llamaba informalmente "el partido liberal".
A partir de 1836, los radicales de la clase trabajadora se unieron en torno a la causa cartista de la reforma electoral expresada en la "Carta del Pueblo" redactada por seis miembros del Parlamento y seis de la London Working Men's Association (Asociación de Hombres Trabajadores de Londres) (asociada con el socialismo utópico owenista), que pedía seis puntos:
1. sufragio universal masculino;
2. distritos electorales de igual tamaño;
3. voto secreto;
4. fin de la calificación de propiedad para el Parlamento;
5. pago de los miembros del Parlamento; y
6. Parlamentos Anuales.

Los cartistas también expresaron reclamaciónes económicas, pero sus manifestaciones masivas y peticiones al parlamento no tuvieron éxito.
A pesar de los desacuerdos iniciales, después de su fracaso, su causa fue retomada por la Liga contra la Ley de Cereales, fundada, en 1839, por Richard Cobden y John Bright para oponerse a los aranceles sobre el grano importado que elevaba el precio de los alimentos y ayudaba a los terratenientes a expensas de la gente común.
En 1859, Los radicales parlamentarios se unieron a los whigs y los conservadores peelitas antiproteccionistas para formar el Partido Liberal (Reino Unido).
En 1864, la demanda de reforma parlamentaria aumentó con la agitación de John Bright y la Reform League.
Cuando el gobierno liberal encabezado por Lord Russell y William Ewart Gladstone presentó un modesto proyecto de ley para la reforma parlamentaria, fue derrotado tanto por los conservadores como por los liberales reformistas, lo que obligó al gobierno a dimitir.
Los conservadores bajo Lord Derby y Benjamin Disraeli asumieron el cargo y el nuevo gobierno decidió "dar un salto en la oscuridad" para atribuirse el mérito de la reforma. Como gobierno minoritario, tuvieron que aceptar enmiendas radicales y la Ley de Reforma de 1867 casi duplicó el electorado, dando el voto incluso a los trabajadores.
Los radicales, habiendo sido arduos en sus esfuerzos en favor de las clases trabajadoras, ganaron seguidores muy leales: los sindicalistas británicos desde 1874 hasta 1892, al ser elegidos para el Parlamento, nunca se consideraron otra cosa que radicales y fueron etiquetados como Lib-Labs (Liberales Laboristas). Los sindicalistas radicales formaron la base de lo que luego se convirtió en el Partido Laborista (Reino Unido).
Actualmente los Liberal Demócratas recogen la herencia de los Radicales, de donde se destacan David Steel, Paddy Ashdown y Charles Kennedy, y por el otro los liberales clásicos de donde se destacan David Lloyd George, Vince Cable y Nick Clegg.

### El radicalismo en Francia
En Francia los movimientos radicales fueron asumidos por el jacobinismo nostálgico de los postulados de 1789 — traicionados por la restauración monárquica y por el 'oportunismo' de los republicanos liberales más conservadores — que planteó la república como forma de gobierno, la separación de la Iglesia y el Estado, el laicismo en la educación, el sufragio universal masculino, enmiendas fiscales, reformas sociales de cierta profundidad, cesación de la política colonialista. 
Los grupos radicales, como los otros partidos políticos franceses, nunca fueron muy grandes, y operaban separada y desordenadamente bajo el liderazgo inconexo de algunas figuras públicas, como Léon Gambetta (1838-1882), Georges Clemenceau (1841-1929), Camille Pelletan (1846-1915), Charles Floquet (1828-1896) y varias otras. La mayoría de estos comités locales convergieron en dos agrupaciones a inicios del siglo XX: al centro-izquierda y con una orientación ligeramente social-demócrata, el Partido Republicano Radical y Radical Socialista liderado por Pelletan; más a su derecha, cercano al liberalismo conservador, el grupo de Izquierda Radical liderado por Clemenceau.
Durante el siglo XIX, los Radicales en Francia eran el grupo político de extrema izquierda, en relación con los "oportunistas" de centro-izquierda (liderados por Léon Gambetta: conservadores-liberales y republicanos), los orleanistas de centro-derecha (conservador-liberal y monárquico), los legitimistas de extrema derecha (monárquicos antiliberales) y los partidarios de una dictadura militar republicana, los bonapartistas.
Después de las Guerras Napoleónicas y hasta 1848, era técnicamente ilegal defender abiertamente el republicanismo. Algunos republicanos se reconciliaron con la búsqueda del liberalismo a través de la monarquía socialmente conservadora: los 'oportunistas'. Aquellos que se mantuvieron intransigentes al creer que la Revolución Francesa debía completarse a través de un régimen republicano basado en la democracia parlamentaria y el sufragio universal masculino, por lo tanto, tendían a llamarse "radicales", un término que significa "puristas".
Bajo la Segunda República (Francia, entre 1848 y 1852), los radicales, en una plataforma de buscar una "república social y democrática", se sentaron juntos en el parlamento en un grupo llamado "La Montaña". Cuando Louis-Napoléon Bonaparte lanzó su golpe militar, los radicales de toda Francia se rebelaron para defender la república democrática. Esta experiencia marcaría el radicalismo francés durante el próximo siglo, lo que provocaría una vigilancia permanente contra todos aquellos que, desde el Mariscal Patrice de Mac Mahon hasta el General De Gaulle, eran sospechosos de intentar derrocar el régimen parlamentario constitucional.
Después del regreso a la democracia parlamentaria en 1871 (ver: Tercera República (Francia, entre 1870 y 1940)), los Radicales emergieron como una fuerza política importante: liderados por Georges Clemenceau, afirmaron que el republicanismo liberal socialmente conservador de Léon Gambetta y Jules Ferry se había alejado de los ideales de la Revolución Francesa, y que los radicales eran los verdaderos herederos de 1791.
En 1881 plantearon su programa de amplias reformas sociales: a partir de entonces, la táctica del principal Partido Radical fue no tener 'enemigos a la izquierda' de la República, aliándose con cualquier grupo que buscara la reforma social mientras aceptaba la legalidad de la república parlamentaria.
Los radicales aún no eran un partido político, ya que se sentaban juntos en el parlamento por parentesco, pero poseían una organización mínima fuera del parlamento.
La primera mitad de la Tercera República (Francia, entre 1870 y 1940) vio varios eventos que les hicieron temer una toma del parlamento por parte de la extrema derecha que podría acabar con la democracia, como lo había hecho Louis-Napoléon:
1. el autogolpe del Mariscal Patrice de Mac Mahon, en 1876;
2. la crisis del General Georges Boulanger, en finales de la década de 1880 (ver: Boulangismo);
3. el Caso Dreyfus, en la década de 1890.

En 1899, los radicales, por primera vez, se unieron a un gobierno de coalición, llegaron al poder primero en un gobierno de coalición, encabezado por René Waldeck-Rousseau.
En 1902, Émile Combes asumió como el primero Primer ministro de Francia del Partido Republicano Radical y Radical Socialista y esto permitió la implementación de algunas de las ideas defendidas por los radicales, tales como: la separación de la Iglesia y el Estado, o la introducción del voto secreto.
Para fortalecer su intervención política, unificaron los comités radicales locales en un partido electoral: el Partido Republicano Radical y Radical Socialista, el primer gran partido político moderno en la historia de Francia.
Los intelectuales jugaron un papel poderoso. Un importante portavoz del radicalismo fue Émile Chartier (1868-1951), quien escribió bajo el seudónimo de "Alain". Fue un destacado teórico del radicalismo, y su influencia se extendió a través de la Tercera República (Francia, entre 1870 y 1940) y la Cuarta República (Francia, entre 1946 y 1958). Hizo hincapié en el individualismo, buscando defender al ciudadano frente al estado. Advirtió contra todas las formas de poder: militar, clerical y económico. Para oponerse a ellos, exaltó al pequeño agricultor, al pequeño comerciante, al pequeño pueblo y al hombrecito. Idealizó la vida en el campo y vio a París como una peligrosa fuente de poder.
El Partido Republicano Radical y Radical Socialista fue el principal partido gubernamental de la Tercera República entre 1901 y 1919, y volvió a dominar el gobierno entre 1924-1926, 1932-1933 y 1937-1940; los gobiernos de centro-derecha dominados por el centro-derecha conservador-liberal a menudo daban una cartera a un radical, que se incorporaría al gabinete a título personal como el ministro de tendencia más izquierdista.
El propio partido quedó desacreditado después de 1940, debido al hecho de que muchos (aunque no todos) de sus parlamentarios habían votado a favor de establecer el Régimen de Vichy. Sin embargo, bajo este régimen, varios radicales prominentes, como el joven exministro de Educación de izquierda Jean Zay y el influyente editorialista Maurice Sarraut (hermano del más famoso líder del partido radical Albert Sarraut), fueron asesinados por la policía paramilitar del régimen (Milicia Francesa), mientras que otros, en particular Jean Moulin, participó en el movimiento de resistencia para restaurar la República (Cuarta República (Francia, entre 1946 y 1958)).
La Union démocratique et socialiste de la Résistance se estableció después de la Segunda Guerra Mundial para combinar la política del radicalismo francés con la credibilidad derivada del activismo de los miembros de la resistencia francesa.
En la década de 1950, Pierre Mendès-France intentó reconstruir el Partido Radical como una alternativa tanto al Movimiento Republicano Popular democristiano, al mismo tiempo que lideraba la oposición al gaullismo, que temía que fuera otro intento de golpe de Estado de derecha. Durante este período, los radicales gobernaron con frecuencia como parte de una coalición de partidos centristas (Troisième Force), que iban desde los socialistas hasta los demócrata-cristianos.
En última instancia, la instalación de la Quinta República (Francia, desde 1958) y el posterior surgimiento de un sistema bipartidista basado en los movimientos socialista y gaullista destruyeron el nicho para un partido radical autónomo. El Partido Radical se escindió en varias tendencias. Su personalidad principal, el propio Mendès-France, se fue en 1961 en protesta por la aceptación del golpe militar de De Gaulle por parte del partido y se unió al pequeño Partido Socialista Unificado (Francia) socialdemócrata.
Una década después, una segunda facción abogó por mantener una alianza con la coalición de izquierda dominada por los socialistas y se separó en 1972 para formar el Partido Radical de Izquierda, que mantuvo estrechos vínculos con el Partido Socialista (Francia).
El resto del Partido Radical original se convirtió de facto en un partido liberal-conservador de centro-derecha: rebautizado como Partido Radical 'Valoisien', abogó por alianzas con el resto del centro-derecha liberal, participando primero en el partido pro-Giscard d'Estaing Unión para la Democracia Francesa, luego con la conservadora Unión por un Movimiento Popular.

### El radicalismo en Bélgica
Los territorios de la Bélgica moderna se habían fusionado con el Reino de los Países Bajos en 1815. Aparte de varias tensiones religiosas y socioeconómicas entre el norte holandés y el sur protobelga, durante la década de 1820 una joven generación de belgas, fuertemente influenciada por las ideas de la Ilustración francesa, había formulado críticas a la monarquía holandesa como autocrática.
Para los críticos:
1. el monarca gozaba de amplios poderes personales;
2. sus ministros eran irresponsables ante el parlamento;
3. la separación de poderes fue mínima;
4. la libertad de prensa y de asociación estaba limitada;
5. el principio del sufragio universal se vio socavado por el hecho de que el sur mayoritariamente católico, a pesar de poseer dos tercios de la población, recibió tantos escaños en los Estados Generales (parlamento) como el norte protestante, más pequeño; y
6. se sospechaba que las autoridades holandesas habían impuesto el protestantismo a los católicos.

Estas preocupaciones se combinaron para producir un radicalismo procatólico distinto tanto del radicalismo anticlerical de Francia como del liberalismo protestante del norte holandés.
Tras la crisis política de 1829, en la que el príncipe heredero fue nombrado primer ministro, se introdujo una reforma limitada que establecía derechos constitucionales, similar a la carta de derechos de la Monarquía autocrática de la Restauración borbónica en Francia.
Sin embargo; los radicales belgas, al igual que sus homólogos franceses, consideraron tal carta de derechos como insuficiente, potencialmente revocable por capricho del monarca, por lo tanto, los radicales belgas siguieron de cerca la situación en Francia cuando, del 26 de julio al 1 de agosto de 1830, estalló una revolución conservadora-liberal (Revolución de 1830), que derrocó a la monarquía autocrática por una monarquía constitucional liberal en Francia (Monarquía de Julio).
En un mes estalló una revuelta en Bruselas antes de extenderse al resto de las provincias belgas (Revolución belga). Después de la independencia de Bélgica, la Constitución de 1831 estableció una monarquía constitucional y un régimen parlamentario, y proporcionó una lista de derechos civiles fundamentales inspirados en la Declaración francesa de los Derechos del Hombre.
Al igual que en Gran Bretaña, los radicales en Bélgica continuaron operando dentro del Partido Liberal, haciendo campaña durante todo el siglo XIX para que se extendiera el sufragio restringido a la propiedad. Esto se extendió por primera vez en 1883 y el sufragio universal masculino se logró en 1893 (aunque el sufragio femenino tendría que esperar hasta 1919). Después de esto, el radicalismo fue una fuerza política menor en Bélgica, y su papel fue asumido por el surgimiento de un poderoso partido socialdemócrata (Partido Obrero Belga).

### El radicalismo en Italia
Se remonta a 1877 por Agostino Bertani y Felice Cavallotti como un partido radical-liberal de lo que entonces se consideraba la "extrema izquierda", tomando el nombre por grupo parlamentario de los Radicales formado con Andrea Costa, el primer socialista elegido para el Parlamento italiano en 1882. Los radicales apoyaron una completa separación de Iglesia-Estado, la descentralización del poder municipal, la creación de unos Estados Unidos de Europa de acuerdo con el pensamiento de Carlo Cattaneo, la implantación de impuestos progresivos, un poder judicial independiente, una educación para los niños gratuita y obligatoria, el sufragio universal, tanto para hombres y mujeres, y derechos para los trabajadores y las mujeres; y se opuso la pena capital, así como cualquier forma de proteccionismo, nacionalismo, imperialismo y colonialismo.
El radicalismo italiano se ha caracterizado siempre por sus luchas en pro de los derechos civiles utilizando los referéndums populares como método democrático para dar voz y voto al pueblo. Los radicales han sido los promotores de las campañas sobre el divorcio, el aborto, los delitos de opinión y en pro de la libertad de expresión, la responsabilidad de los jueces, el derecho al voto a los 18 años, la objeción de conciencia, el desarme, la desmilitarización de las fuerzas de la policía, la salida de la OTAN, la conversión de las estructuras militares en estructuras civiles, contra las centrales nucleares, contra la caza, en pro de la alternativa verde, la no violencia gandhiana y el ayuno como arma no-violenta, el anticlericalismo, la confiscación de los bienes eclesiásticos y la lucha contra el Concordato, la reforma de la educación escolar, la defensa de los derechos de la mujer, de los homosexuales (afirmación de una conciencia sexual laica y libertaria), la defensa de los inválidos, y de los disminuidos mentales, la modificación del Código Penal italiano intacto desde la época fascista, la lucha contra el azote del hambre en el Tercer Mundo, la denuncia del monopolio de la información (en especial de la televisión estatal italiana - la RAI), y la elaboración de una nueva ley sobre la droga.

### El radicalismo en España
El Partido Republicano Radical fundado por Alejandro Lerroux en Santander, al escindirse Lerroux y sus partidarios en 1908 de la histórica Unión Republicana de Nicolás Salmerón. El motivo de esta salida se debió a que el partido se unió a la coalición catalanista Solidaridad Catalana. Durante sus primeros años el PRR mantuvo su centro de gravedad en Barcelona y Cataluña, aunque se mantuvo alejado de los partidos catalanistas y se centró más en el electorado obrero.

En 1910 el Partido Republicano Radical concurrió a las Elecciones generales en alianza con otros partidos republicanos y de izquierdas, la conocida como Conjunción Republicano-Socialista, logrando sacar 8 diputados en cortes. Después de su primer gran éxito político en las Elecciones de 1910, cuatro años después Lerroux firmó el llamado Pacto de Sant Gervasi, por el cual el PRR establecía una alianza electoral con la Unión Federal Nacionalista Republicana (UFNR). El PRR mantuvo esta alianza electoral durante los comicios de 1914 y nuevamente en los de 1916, aunque más adelante esta fórmula no se reeditaría debido al escaso éxito que había reportado para ambas formaciones. Hasta la instauración de la dictadura de Primo de Rivera en 1923, el PRR mantuvo una modesta representación parlamentaria en el congreso. Durante la dictadura el partido pasó a la clandestinidad y Lerroux mantuvo una discreta actividad política.
A finales de los años 1920, en los estertores del reinado de Alfonso XIII, el Partido Republicano Radical fue uno de los principales firmantes del Pacto de San Sebastián, y como tal participó en el Comité Provisional que comandó el derrocamiento de la Monarquía y en el Gobierno Provisional que sustituyó al Gobierno de la Corona tras la proclamación de la II República, el 14 de abril de 1931.
En 1929 el partido sufrió una primera escisión: el sector más progresista del PRR se separó para fundar el Partido Republicano Radical Socialista (PRRS), y más adelante una parte del PRRS acabaría confluyendo en la posterior Izquierda Republicana(IR) de Manuel Azaña.
El Partido Republicano Radical Socialista (PRRS) o, popularmente y de forma abreviada, Partido Radical Socialista fue un partido político español nacido en la segunda mitad de 1929 como fruto de la escisión de la tendencia más izquierdista de la opositora Alianza Republicana. Ideológicamente, defendía un liberalismo social de raíces jacobinas y fuertemente anticlerical con importantes influencias de la socialdemocracia. Contó entre sus fundadores, dirigentes y parlamentarios con una elevada proporción de miembros de la masonería. 

### El radicalismo en Colombia
El radicalismo entraña reformas democráticas avanzadas y atrevidas para la época. En lo filosófico, el utilitarismo al determinar que toda legislación debe proporcionar la mayor felicidad al mayor número de personas; en lo económico, el libre cambio, esto es la facultad de comprar y vender sin estorbo alguno; en lo religioso, el libre pensamiento que equivale a la independencia absoluta de todo criterio sobrenatural en materia religiosa; y en lo político, el individualismo que es la facultad natural que tiene el hombre de obrar de tal o cual manera o de no obrar, por lo que es responsable de sus actos. Tales parámetros fueron aplicados exitosamente por Gladstone en el lapso victoriano de 1865 a 1886, concomitante con nuestra época radical.
Hasta 1880 no había en el Colombia sino liberales y conservadores. A partir de esta fecha el partido liberal, gobernante, se divide en dos grupos, uno encabezado por Núñez, partidario de hacer sustanciales reformas a la Constitución de 1863 y de darle un nuevo giro a ciertos aspectos de la política como las relaciones con la Iglesia, buscando para ello la colaboración de la opinión conservadora. Otro, el sector gobernante, que aceptando la posibilidad de hacer reformas a la Constitución defendía la gestión política y la obra de gobierno realizada por los liberales. Al primer grupo, al de Núñez, se le llamó «independiente». A los que estaban en el gobierno, alguien, no se sabe quién, les dio el nombre de «radicales».
Los presidentes que tuvo Colombia durante el período mencionado duraban en el ejercicio del poder dos años, circunstancia que, por una parte, permitía la posibilidad de ver en la presidencia de la República caras nuevas y, por otra, no permitía que los presidentes desarrollaran una obra coherente que dejara una huella notable de su gestión presidencial. Pero, a pesar de este aspecto, el período radical tiene unas características muy propias y homogéneas, notables para quien analice la obra de sus gobiernos en el terreno de la política, la economía o la educación y la cultura.
Para apreciar la obra realizada por los radicales desde el gobierno y el conjunto de ideas que caracterizaron a esa generación política, conviene plantearse un esquema de los principales problemas que afrontaba el país en la segunda mitad del siglo XIX. Sobre ellos debían pronunciarse los partidos políticos y las corrientes de opinión. Tales problemas podrían reducirse a tres: 1°. Organizar el Estado sobre la base del modelo republicano y democrático; 2°. Dar forma a la economía nacional y promover el desarrollo económico para salir de la pobreza y entrar en la comente de la civilización, según lo decían muchos publicistas de la época, particularmente los de filiación liberal; 3°. Crear un sistema educativo capaz de incorporar al país en el movimiento cultural, científico y tecnológico del mundo moderno.

### El radicalismo en Argentina

Unión Cívica Radical, primer partido político radical de Argentina.

En Argentina, la corriente política radical fue iniciada por la Unión Cívica Radical, partido fundado en 1891, cuyos postulados fundamentales eran la apertura política, el fin del fraude y la proscripción a nivel electoral, y la ampliación de derechos a favor de las capas medias y la clase obrera.
El radicalismo argentino nació luego de la Revolución del '90, y se consolidó organizando los levantamientos armados de 1893 y 1905, los cuales, si bien no tuvieron éxito militar, lograron que los respectivos gobiernos conservadores aceptaran finalmente sancionar en 1912 una ley de sufragio obligatorio y secreto masculino, mediante la cual pudo llegar por primera vez al poder en 1916, con la presidencia de Hipólito Yrigoyen.
El radicalismo en Argentina excede a la UCR. Diversas corrientes y partidos políticos en Argentina se reconocen radicales. Ocho políticos pertenecientes a cuatro partidos radicales llegaron a la Presidencia de la Nación: Yrigoyen (UCR), Alvear (UCR), Ortiz (UCRA), Frondizi (UCRI), Guido (UCRI), Illia (UCRP), Alfonsín y De la Rúa (UCR). Otros dos políticos radicales llegaron a la Vicepresidencia: Quijano (UCRJR) y Cobos (Frente Cívico para la Concertación Plural).
Otros partidos argentinos o movimientos con antecedentes radicales son: Fuerza de Orientación Radical de la Joven Argentina (FORJA); Partido Intransigente; el Movimiento de Integración y Desarrollo (MID); la Coalición Cívica ARI; Generación para un Encuentro Nacional (GEN); Recrear para el Crecimiento; Partido de la Concertación FORJA; y el Partido Bloquista de San Juan.

### El radicalismo en Chile

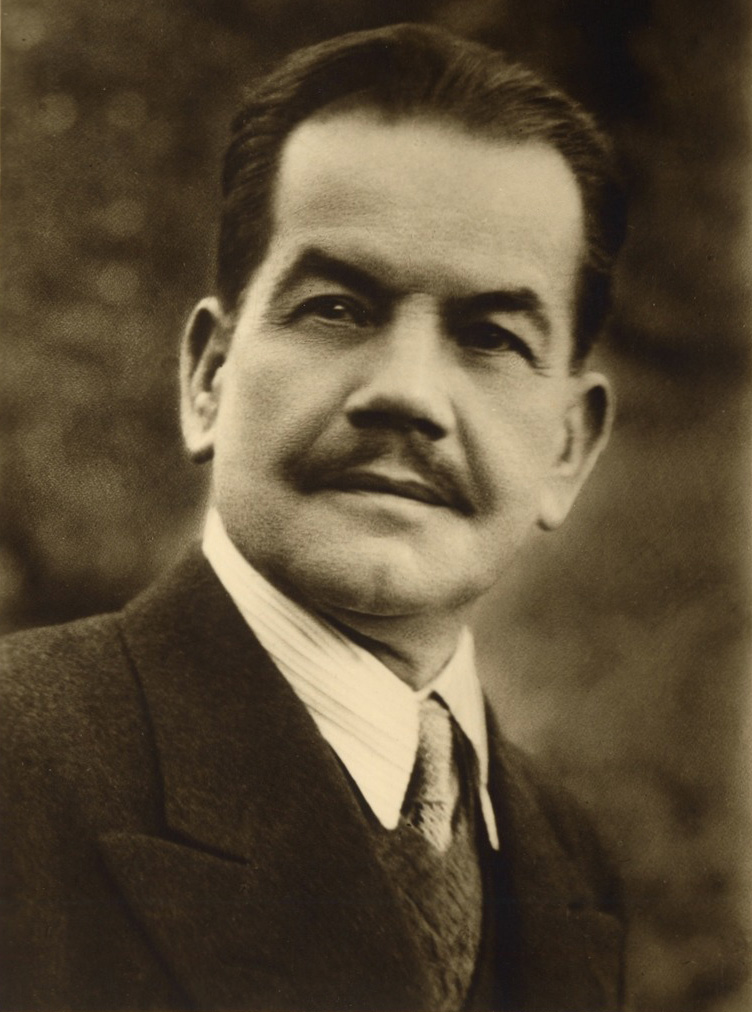
Pedro Aguirre Cerda, expresidente de Chile en el periodo del Frente Popular. Destacada figura del radicalismo chileno.

El exponente histórico de esta doctrina fue el Partido Radical de Chile, fundado en 1863 por militantes del ala extrema del Partido Liberal. En sus inicios, cuestionaba el excesivo centralismo del poder y exigía el establecimiento de un Estado laico. En el siglo XX se dividió ideológicamente entre las ideas de Enrique Mac Iver, quien fue promotor de un liberalismo económico, y Valentín Letelier, quien tomó preocupación de la llamada cuestión social. Estas diferencias conceptuales permanecieron en el partido durante gran parte de su historia.
Entre 1938 y 1952 tres de sus miembros fueron Presidentes de la República. Los gobiernos radicales destacaron por sus obras de industrialización y crecimiento económico interno. El radicalismo chileno fue fuertemente influenciado por el socialismo, en especial por las tesis socialdemócratas.
En los años siguientes, el partido se separaría en facciones de izquierda (Partido Radical), centro-izquierda (Socialdemocracia) y derecha (Democracia Radical). El actual Partido Radical de Chile (PR), de tendencia centroizquierdista, es el heredero histórico del radicalismo chileno.

## Partidos radicales

### Partidos radicales en la actualidad
| Suiza        | Partido Liberal Radical Suizo (PLR/FDP)                                   | 1848, 2009 | Centroderecha          | Liberalismo                               | Internacional Liberal    |        |                                 |      |           |            |         |
| Chile        | Partido Radical de Chile (PR)                                             | 1863       | Centro/Centroizquierda | Socialdemocracia, Socioliberalismo        | Internacional Socialista |        |                                 |      |           |            |         |
| Paraguay     | Partido Liberal Radical Auténtico (PLRA)                                  | 1887, 1978 | Centro                 | Socioliberalismo                          | Internacional Liberal    |        |                                 |      |           |            |         |
| Argentina    | Unión Cívica Radical (UCR)                                                | 1891       | Centro/Centroizquierda | Socialdemocracia, Socioliberalismo        | Internacional Socialista |        |                                 |      |           |            |         |
| Argentina    | Partido Intransigente (PI)                                                | 1972       | Izquierda              | Socialismo                                |                          |        |                                 |      |           |            |         |
| Argentina    | Coalición Cívica para la Afirmación de una República Igualitaria (CC-ARI) | 2002       | Centro                 | Socioliberalismo                          |                          |        |                                 |      |           |            |         |
| Argentina    | Republicanos Unidos                                                       | 2020       | Centroderecha          | Liberalismo                               |                          |        |                                 |      |           |            |         |
| Argentina    | Generación para un Encuentro Nacional (GEN)                               | 2007       | Centroizquierda        | Socialdemocracia                          | Internacional Socialista |        |                                 |      |           |            |         |
| Argentina    | Concertación Forja (FORJA)                                                | 2011       | Centroizquierda        | Nacionalismo, Populismo, Antiimperialismo |                          |        |                                 |      |           |            |         |
| Francia      | Partido Radical (PR)                                                      | 1901, 1972 | Centroderecha          | Liberalismo                               | Internacional Liberal    |        |                                 |      |           |            |         |
| Francia      | Partido Radical de Izquierda (PRG)                                        | 1901, 1972 | Centroizquierda        | Socioliberalismo                          | Ninguna                  |        |                                 |      |           |            |         |
| Dinamarca    | Partido Social Liberal (Radikale B)                                       | 1905       | Centro/Centroizquierda | Socialdemocracia, Socioliberalismo        | Internacional Liberal    |        |                                 |      |           |            |         |
| Italia       | Radicales Italianos                                                       | 1955, 2001 | Centro/Centroizquierda | Socialdemocracia, Socioliberalismo        | Internacional Liberal    |        |                                 |      |           |            |         |
| Reino Unido  | Liberal-Demócratas (LibDem)                                               | 1988       | Centro                 | Socioliberalismo                          | Internacional Liberal    |        |                                 |      |           |            |         |
| Países Bajos | Demócratas 66 (D66)                                                       | 1966       | Centro                 | Socioliberalismo                          | Internacional Liberal    |        |                                 |      |           |            |         |
| Venezuela    | La Causa Radical (LCR)                                                    | 1971       | Izquierda              | Socialdemocracia                          | Ninguna                  |        |                                 |      |           |            |         |
| Venezuela    | Por la Democracia Social (Podemos)[cita requerida]                        | 2002       | Centroizquierda        | Socialdemocracia                          | Ninguna                  |        |                                 |      |           |            |         |
| Colombia     | Cambio Radical (CR)                                                       | 1998       | Centroderecha          | Liberalismo conservador                   |                          |        |                                 |      |           |            |         |
| Colombia     | Partido Liberal Colombiano (PL)                                           | 1848       | Centroizquierda        | Socialdemocracia, Socioliberalismo        | Internacional Socialista |        |                                 |      |           |            |         |
| Uruguay      | Partido Ecologista Radical Intransigente (PERI)                           | 2013       | Centro/Centroizquierda | Ecologismo                                | Ninguna                  |        |                                 |      |           |            |         |
| Perú         | Partido Morado (PM)                                                       | 2017       | Centro/Centroizquierda | Socialdemocracia, Socioliberalismo        | Ninguna                  | España | Alternativa Republicana (ALTER) | 2013 | Izquierda | Socialismo | Ninguna |

### Partidos radicales disueltos
| País      | Partido                                              | Fundación | Disolución | Razones de la disolución |
| --------- | ---------------------------------------------------- | --------- | ---------- | --- |
| Suiza     | Partido Radical Democrático Suizo                    | 1848      | 2009       | Fusión con el Partido Liberal Suizo en el Partido Liberal Radical |
| Chile     | Partido Radical de Chile                             | 1863      | 1994       | Fusión con el Partido Socialdemocracia de Chile en el Partido Radical Socialdemócrata |
| Chile     | Partido Radical Socialista                           | 1931      | 1941       | Falta de representación. Reingreso al Partido Radical de Chile |
| Chile     | Partido Radical Socialista Obrero                    | 1939      | 1942       | Falta de representación. Reingreso al Partido Radical de Chile |
| Chile     | Partido Radical Democrático de Chile                 | 1946      | 1953       | Falta de representación. Reingreso al Partido Radical de Chile |
| Chile     | Partido Radical Doctrinario                          | 1948      | 1964       | Falta de representación. Reingreso al Partido Radical de Chile |
| Chile     | Partido de Izquierda Nacional                        | 1964      | 1967       | Falta de representación. Reingreso al Partido Radical de Chile e ingreso al Partido Democrático Nacional |
| Chile     | Democracia Radical                                   | 1970      | 1990       | Falta de representación. Fusión con Avanzada Nacional y el Partido Nacional para formar Democracia Nacional de Centro |
| Chile     | Partido Izquierda Radical                            | 1971      | 1994       | Fusión con el Partido Radical de Chile en el Partido Radical Socialdemócrata. Cambió de nombre a Partido Socialdemocracia de Chile en 1973.                                                                                                 |
| Chile     | Partido Radical Socialista Democrático               | 1983      | 1990       | Falta de representación. Reingreso al Partido Radical de Chile |
| Francia   | Partido Radical y Radical Socialista                 | 1901      | 1972       | División de sus facciones en el Partido Radical de Francia y el Partido Radical de Izquierda |
| Argentina | Unión Cívica Radical Antipersonalista                | 1924      | 1947       | Falta de representación. Reingreso a la Unión Cívica Radical |
| Argentina | Unión Cívica Radical Junta Renovadora                | 1945      | 1947       | Disuelto en 1947. Ingresó al Partido Justicialista |
| Argentina | Unión Cívica Radical del Pueblo                      | 1957      | 1972       | Reingreso a la Unión Cívica Radical durante la dictadura militar |
| Argentina | Unión Cívica Radical Intransigente                   | 1957      | 1972       | Transformado en Partido Intransigente |
| España    | Partido Republicano Radical                          | 1908      | 1936       | Ilegalizado tras la victoria del bando sublevado en la guerra civil española. |
| España    | Partido Republicano Radical Socialista               | 1929      | 1934       | Falta de representación. Se fusiona con otros partidos para formar la Unión Republicana |
| España    | Izquierda Radical Socialista                         | 1932      | 1936       | No integración en el Frente Popular y estallido de la guerra civil española |
| España    | Partido Republicano Radical Socialista Independiente | 1933      | 1934       | Falta de representación. ingresa a la Izquierda Republicana |
| España    | Partido Radical Demócrata                            | 1934      | 1934       | Falta de representación. Se fusiona con otros partidos para formar la Unión Republicana |
| España    | Unión Progreso y Democracia (UPYD)                   | 2007      | 2020       | Por orden judicial y ante la imposibilidad del partido de hacer frente a una deuda que mantenía con una extrabajadora de la formación, fue extinguida como persona jurídica y cancelada su inscripción en el registro de partidos políticos |
| Italia    | Partido Radical de Italia                            | 1955      | 1992       | Falta de representación. Sucedido por la Lista Pannella. |
| Italia    | Partido Radical Italiano                             | 1877      | 1922       | Falta de representación. Ingresa a Partido Liberal Democrático. |
| Italia    | Partido de Acción                                    | 1942      | 1947       | Disgregación de sus miembros entre el Partido Socialista Italiano (PSI) y el Partido Republicano Italiano (PRI). |
| México    | Partido Centralista                                  | 1824      | 1857       | Aplicación de las Leyes de Reforma |

Grupos no relacionados con lo anterior:
- Partido Radical Serbio